# هیولا در فضا
هیولا در فضا (ایتالیایی: La bestia nello spazio) یک فیلم اروتیک علمی-تخیلی به کارگردانی آلفونسو برشا است که در سال ۱۹۸۰ منتشر شد. این فیلم یک نسخهٔ سافت‌کور (بدون رتبه) و یک نسخه هاردکور (ساخته شده با چند سکانس هاردکور جداگانه) دارد که توسط سورین فیلمز روی دی‌وی‌دی منتشر شده‌است.

## گزیدهٔ بازیگران
- سیرپا لین
- واسیلی کاریس
- رابرت هاندار
- ونانتینو ونانتینی
- جوزپه فورتیس
- دادا گالوتی
- مارینا هدمن